# 云中冬青
云中冬青（学名：Ilex nubicola）是冬青科冬青属的植物，为中国的特有植物。分布于中国大陆的云南等地，生长于海拔2,500米的地区，多生于林中，目前已由人工引种栽培。